# Mark Leduc
Mark Leduc, född den 4 maj 1962, död 22 juli 2009 i Toronto, Kanada, var en kanadensisk boxare som tog OS-silver i lätt welterviktsboxning 1992 i Barcelona. Efter att ha avslutat sin karriär gick Leduc ut med att han var homosexuell. Han avled i Toronto 2009 till följd av överhettning i en bastu.